# Franc Glinšek
Franc Glinšek, slovenski politik, * 17. januar 1954.
Med letoma 1992 in 1997 je bil član Državnega sveta Republike Slovenije.